# Vikku Vinayakram
Thetakudi Harihara Vinayakram, dit Vikku Vinayakram (né en 1944) est un joueur de ghatam, membre fondateur de Shakti avec John McLaughlin, Zakir Hussain, et L. Shankar, en 1974.
Son fils V. Selvaganesh, est désormais percussionniste (kanjira), dans Remember Shakti, le nouveau nom de Shakti reformé depuis 1998.

## Discographie
- .Remember SHAKTI  Verve 1999..